# Michèle Burke
Michèle Burke (* 1959 in Kildare, Irland) ist eine US-amerikanische Maskenbildnerin irischer Abstammung, die für das Make-up in Filmproduktionen mehrfach ausgezeichnet wurde.

## Biografie
Michèle Burke begann ihre Tätigkeit als Make-up-Artist 1980 bei dem Film Monster im Nacht-Express von Roger Spottiswoode und war anschließend an der Erstellung von über vierzig Filmen beteiligt.
Für das Make-up in Am Anfang war das Feuer (1981) von Jean-Jacques Annaud erhielt sie gemeinsam mit Sarah Monzani 1983 nicht nur den Oscar für das beste Make-up, sondern zusammen mit Monzani und Christopher Tucker auch 1983 den British Academy Film Award (BAFTA Award) für die beste Maske. Zudem war sie beteiligt bei dem 1986 erschienenen Film M.R.C.V. – Der Killerrobot (Booby Trap) von Frank Schaeffer.
Bei der Oscarverleihung 1987 war sie gemeinsam mit Michael Westmore für die Maske in Ayla und der Clan des Bären (1986) von Michael Chapman wiederum für den Oscar für das beste Make-up nominiert. 1990 folgte eine Nominierung für einen Emmy für herausragende Leistungen beim Make-up in einer Fernsehserie und zwar gemeinsam mit Rick Stratton, Richard Snell, Katalin Elek und Ken Diaz für die Folge „Chains of Love“ aus der Serie Spacecop L. A.
Für die Maske in dem Historienfilm Cyrano von Bergerac (1990) von Jean-Paul Rappeneau wurde sie 1991 zusammen mit Jean-Pierre Eychenne nicht nur erneut für einen Oscar für das beste Make-up nominiert, sondern gewann mit diesem 1992 auch den British Academy Film Award für die beste Maske. Zusammen mit Greg Cannom und Matthew W. Mungle erhielt sie für Bram Stoker’s Dracula (1992) von Francis Ford Coppola nicht nur einen weiteren Oscar für das beste Make-up, sondern war mit diesen 1993 auch für einen Saturn Award für das beste Make-up der Academy of Science Fiction, Fantasy & Horror Films und 1994 auch wieder für den BAFTA Award für die beste Maske nominiert.
1993 war sie außerdem gemeinsam mit Michael Mills auch wieder für einen Emmy für herausragende Leistungen beim Make-up in der Folge „Running Ghost“ aus der Fernsehserie Dr. Quinn – Ärztin aus Leidenschaft nominiert. Für das Make-up in Interview mit einem Vampir (1994) von Neil Jordan war sie zusammen mit Stan Winston und Jan Archibald nicht nur für den Saturn Award, sondern auch für den British Academy Film Award nominiert. Für die Maske in der Agentenkomödie Austin Powers – Spion in geheimer Missionarsstellung (1999) von Jay Roach folgten gemeinsam mit Mike Smithson neben einer Nominierung für den Oscar für das beste Make-up bei der Oscarverleihung 2000, zusammen mit Patty York, Cheryl Ann Nick, Steve Artmont sowie Kenny Myers, Will Huff und Kevin Haney auch zwei Nominierungen für den Hollywood Makeup Artist and Hair Stylist Guild Award. 2000 wurde sie neben Toni G, Will Huff und Michelle Bühler für einen weiteren Hollywood Makeup Artist and Hair Stylist Guild Award für Wehrlos – Die Tochter des Generals (1999) von Simon West nominiert.
Gemeinsam mit Edouard F. Henriques war sie für die Maske in dem Science-Fiction-Film The Cell (2000) von Tarsem Singh 2001 abermals für einen Oscar für das beste Make-up nominiert sowie für einen weiteren Saturn Award und den Phoenix Film Critics Society Award. Weitere Nominierungen für einen Saturn Award für das beste Make-up folgten 2002 für Vanilla Sky (2001) von Cameron Crowe sowie 2003 für den Sci-Fi-Thriller Minority Report (2002) von Steven Spielberg.